# Maker Faire

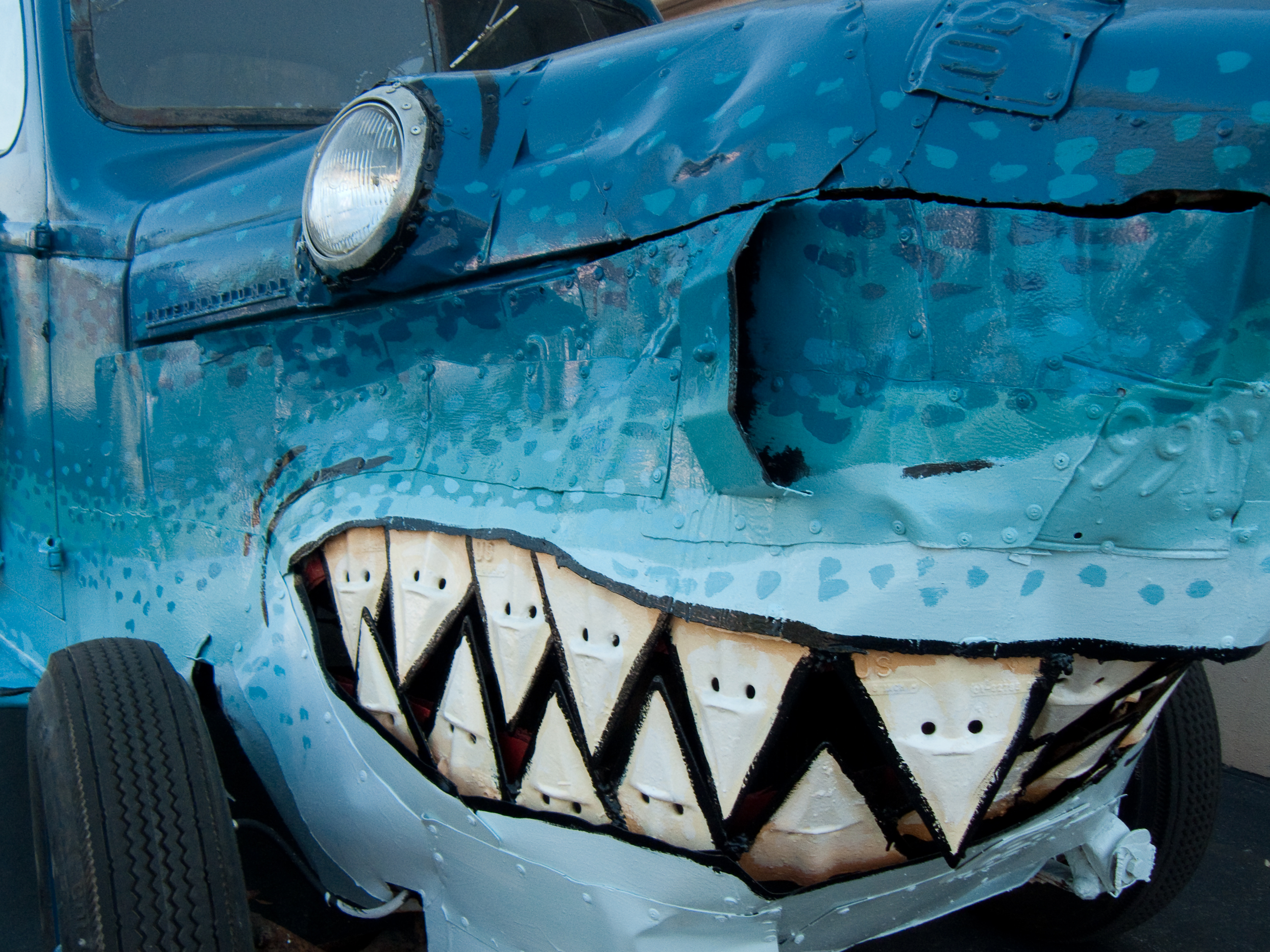
Sharkmobile en el Maker Faire del Área de Bahía 2009

Maker Faire es un evento creado por la revista Make para "celebrar las artes, la artesanía, ingeniería, proyectos de ciencia y el hágalo usted mismo (mentalidad DIY)".

## Ferias principales
Las Maker Faire principales se celebran en San Mateo, California , Detroit y Nueva York. La Maker Faire de Nueva York es también conocida como "World Maker Faire".

### Ferias de 2013
- Mayo 18–19, San Francisco Bay Area, San Mateo County Event Center, San Mateo, California
- Julio 27–28, Detroit Area at The Henry Ford, Dearborn, MI
- Septiembre 21–22, New York, at the New York Hall of Science, Flushing Meadows Corona Park, Queens, New York

#### Otras ferias
- Maker Faire Kerkrade: September 7 & 8, 2013. Organizadas por science museum Continium y los FabLabs en Maastricht, Aquisgran, Genk, Lieja y Luxemburgo.
- Orange County Mini Maker Faire (Irvine, CA): 17 de agosto de 2013
- European Maker Faire in Rome 3–6 de octubre de 2013
- Mission Mini Maker Faire (San Francisco, CA): TBD
- Makers' Faire Tokyo: 3-4 de noviembre

## Mini Maker Faires y otros eventos

### Eventos en España 2015
- 25 de abril, Madrid Mini Maker Faire, Madrid; primera edición.[1]
- 12 de septiembre, León Mini Maker Faire, León; segunda edición.[2]
- 19 de septiembre, Barcelona Mini Maker Faire, Barcelona, tercera edición.
- 17 de octubre, Santiago de Compostela Mini Maker Faire, Santiago de Compostela; primera edición.[3]
- 20-22 de noviembre, Bilbao Maker Faire, Bilbao, primera edición grande en España tras dos años de edición Mini. Ubicada en la antigua fábrica de Artiach ( Ribera de Deusto)[4]

### 2013 Ferias Mini Maker
- 5 de octubre, Northern Colorado Maker Faire, Loveland, CO[5]
- 5 de octubre, Orlando Mini Maker Faire, Orlando, FL[6]
- 11–12 de octubre, Saint-Malo Mini Maker Faire, Saint-Malo France
- 12 de octubre, Groningen Mini Maker Faire NNT Machinefabriek and Ebbingekwartier, Groningen, Netherlands[7]
- 19 de octubre, Hampton Roads Mini Maker Faire, Norfolk, VA
- 26 de octubre, Atlanta Mini Maker Faire, Atlanta, GA[8]
- 23–24 de noviembre, Twente Mini Maker Faire, Hazemeijer Hengelo (Creatieve fabriek), Hengelo (ov), Netherlands[9]
- 24 de noviembre, Sydney Mini Maker Faire, Powerhouse Museum, Sydney, Australia[10]
- 7 de diciembre, San Diego Mini Maker Faire, Del Mar Fairgrounds, San Diego, CA

### 2014 Ferias Mini Maker
- 5 de abril, Greenbelt, Maryland

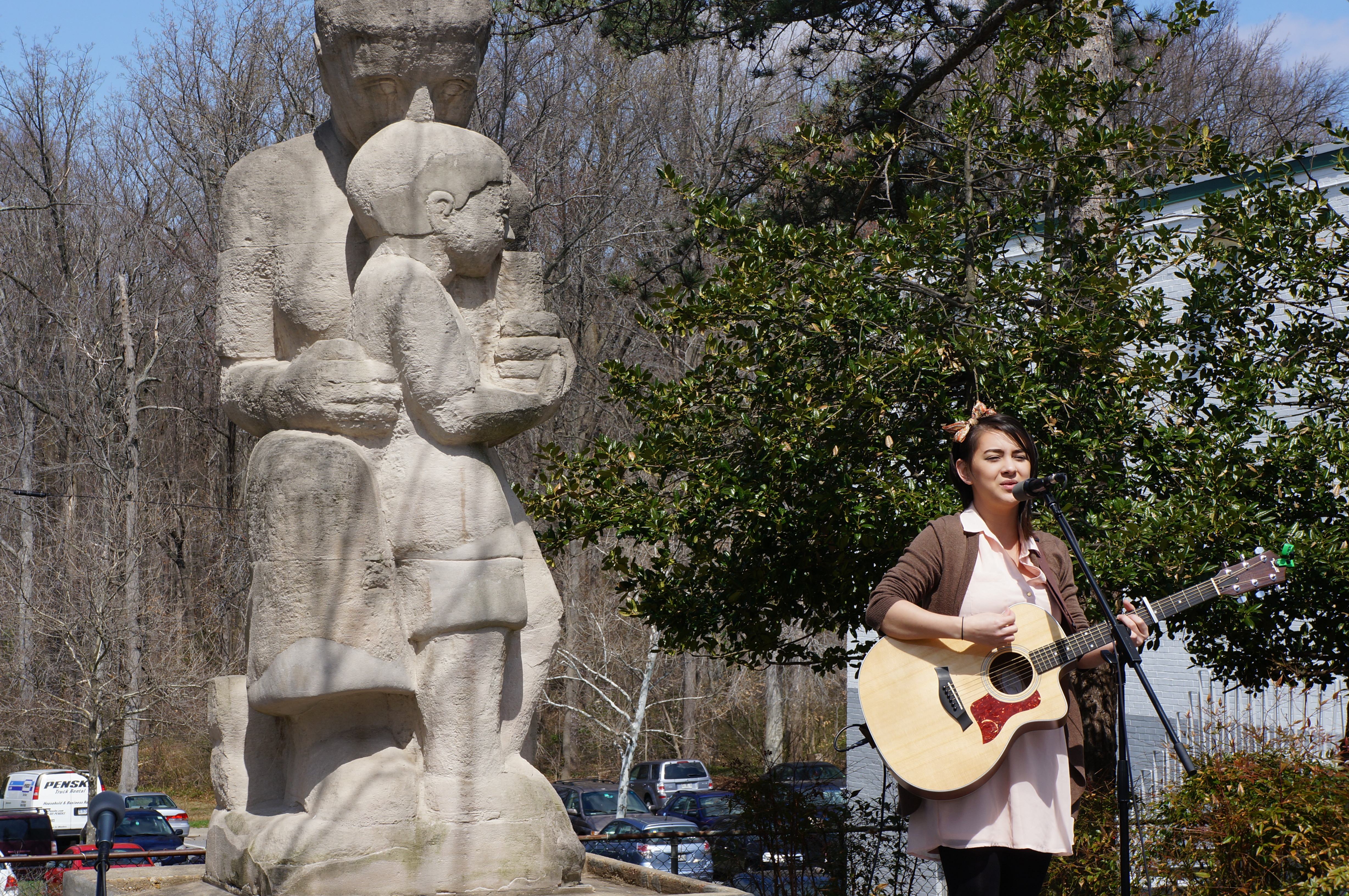

- 12–13 de julio, Bilbao Mini Maker Faire, Bilbao, Spain[4]

### Eventos relacionados
Maker Faire Africa es un evento similar, no gestionado por Make magazine. Tuvo lugar en:
- 2009 en Acra, Ghana
- 2010 en Nairobi, Kenia
- 2011 en El Cairo, Egipto